# 甘國基
甘國基，正藍旗漢軍人，清朝政治人物。
荫生出身。康熙二十七年，擔任山西太原府知府。康熙三十四年，任福建巡海道。康熙四十年，任河南按察使。康熙四十二年，授雲南按察使，未赴任；同年改任河南布政使。